# Cion (planina)
Cion je brežuljak u Izraelu u jeruzalemskom distriktu u sjeveroistočnom dijelu zemlje. Vrh Ciona je 823 metra iznad razine mora.
Zemljište oko Ciona se spušta prema jugu, ali prema sjeveru je ravno. Najviša točka u blizini je 992 metra iznad razine mora, jugoistočno od Ciona. Područje je gusto naseljenja s oko 982 st/km². Najbliže veće naselje je Zapadni Jeruzalem oko 0.55 km jugoistočno od Ciona. U neposrednoj blizini nalazi se znatan broj izvora i pećina.

## Klima
Sredozemna klima preovladava u oblasti. Prosječna godišnja temparatua je oko 22°C. Najtopliji mjesec je srpanj s prosječnom temparaturom 32°C, dok je najhladniji mjesec siječanj s prosječnom temparaturom 9°C. Prosječne oborine su oko 820 mm. Najkišniji mjesec je veljača sa 161 mm oborina, dok je najmanje oborina u kolovozu 6 mm.

## Simbol Ciona
Pojam Ciona se koristi kao simbol u judaizmu ali i u kršćanskim crkvama za Kraljevstvo nebesko. Ime Cion također se rabi za cijeli grad Jeruzalem, a ponekad simbolizira i cijeli Izrael ili Svetu zemlju.
Znatan je broj crkvava i kapela koji se nazivaju Cion.